# 劉瓚
刘瓒（？ - ？），三国时期蜀汉后主刘禅的儿子。
延熙十九年（256年），刘禅将刘瓒册立为新平王，大赦天下。蜀汉灭亡后。刘瓒与刘禅及刘禅的其余后裔迁徙到洛阳，刘瓒的子孙于永嘉之乱时全部死绝。